# Techno Viking
Techno Viking er et internetfænomen eller meme baseret på en video, der er optaget den 8. juli 2000 i Berlin, Tyskland. Videoen blev optaget af fotografen Matthias Fritsch under musikfestivalen Fuckparade og uploadet til internettet året efter. Den viser en unavngiven mand (kendt i daglig tale som Techno Viking), der danser under paraden.  
Videoen blev efterfølgende gjort populær på YouTube i løbet af 2006 og har fået millioner af visninger samt hundredvis af parodier.

## Handling
Den fire minutter lange video begynder med titlen "Kneecam no. 1". Herefter vises en gruppe dansende mennesker og en kvinde med blåt hår på Rosenthaler Straße i Berlin. En mand griber fat i kvinden, mens en anden mand med skæg, bar overkrop og Mjølner-halskæde kommer forbi. Han tager fat i den første mands arme og konfronterer ham. Herefter skubber han den første mand tilbage i den retning, han kom fra.
Manden med bar overkrop kigger strengt på den første mand. Han peger så med fingeren på ham for at sikre, at han opfører sig ordentligt. I resten af videoen fortsætter paraden. En anden observatør kommer bagfra og tilbyder manden en flaske vand, som han drikker fra. Da situationen falder til ro, begynder manden med bar overkrop at danse ned ad gaden til teknomusik.